# میانگین همساز
در دانش آمار میانگین همساز یا میانگین هارمونیک (به انگلیسی: Harmonic mean) یا میانگین توافقی نوعی سنجش گرایش به مرکز است و معمولاً هنگامی کاربرد دارد که محاسبهٔ میانگین نرخ‌ها اهمیت داشته باشد. این مقدار عبارت است از تعداد مقادیر بر مجموع معکوس مقادیر موجود در یک مجموعه داده‌ها.
{\displaystyle H={\frac {n}{\sum _{i=1}^{n}1/x_{i}}}={\frac {n}{{\frac {1}{x_{1}}}+{\frac {1}{x_{2}}}+\cdots +{\frac {1}{x_{n}}}}},\qquad x_{i}>0{\text{, for all }}i.}

## رابطه با دیگر میانگین‌ها
میانگین هارمونیک یکی از سه میانگین فیثاغورثی است. برای تمام مجموعه‌هایی که شامل حداقل یک جفت مقدار نامساوی هستند، میانگین هارمونیک همیشه حداقل آن سه میانگین است، در حالی که میانگین حسابی همیشه بیشترین آن سه و میانگین هندسی همیشه بین آن سه است.

## کاربرد میانگین هارمونیک در فیزیک
در موارد خاص، بخصوص مواردی که شامل نرخ‌ها و نسبت‌ها است، میانگین هارمونیک صحیح‌ترین مقدار میانگین را به ما می‌دهد. برای مثال ：اگر یک وسیله فاصلهٔ مشخصی را با سرعت x (مثلاً ۶۰ کیلومتر بر ساعت) طی کند و سپس همان فاصله را دوباره با سرعت y (مثلاً ۴۰ کیلومتر بر ساعت) طی کند، مقدار سرعت متوسط، میانگین هارمونیک x , y است (یعنی ۴۸ کیلومتر بر ساعت).

## میانگین هارمونیک دو عدد
در موارد خاص که فقط دو عدد و وجود دارند، میانگین هارمونیک می‌تواند مانند زیر نوشته شود:
{\displaystyle H={\frac {2x_{1}x_{2}}{x_{1}+x_{2}}}.}

## رابطه میانگین و تصاعد
مفهوم میانگین با مفهوم تصاعد بستگی نزدیک دارد. در تصاعد حسابی، هر جمله (به جز جملهٔ اول و جملهٔ آخر) میانگین حسابی دو جمله مجاور خود است. همچنین در تصاعد هندسی هر جمله (به جز جمله‌های اول و آخر) میانگین هندسی دو جمله مجاور خود است. به همین ترتیب می‌توان تصاعد همساز (یا تصاعد توافقی) را تعریف کرد؛ هر جمله تصاعد همساز (به جز دو جمله اول و آخر)، میانگین همساز دو جمله مجاور خود است.